# Piotr Tomaszuk
Piotr Marek Tomaszuk (ur. 17 czerwca 1961) – polski reżyser teatralny, założyciel Towarzystwa Teatralnego Wierszalin, dramaturg i scenarzysta.
Od 1 lutego 2006 Tomaszuk jest dyrektorem Teatru Wierszalin, obchodzącego ćwierćwiecze w 2016 roku (na to stanowisko został powołany przez Zarząd Województwa Podlaskiego).

## Praca artystyczna
Ukończywszy Wydział Wiedzy o Teatrze Akademii Teatralnej w Warszawie oraz Reżyserię Teatru Lalek na zamiejscowym Wydziale Sztuki Lalkarskiej AT w Białymstoku.
Tomaszuk początkowo reżyserował spektakle dla teatrów państwowych – jego ważnym spektaklem był Turlajgroszek, na podstawie własnego scenariusza, zrealizowany w Teatrze Lalek i Aktora Miniatura w Gdańsku w 1990. Przedstawienie to doprowadziło Tomaszuka do założenia, wraz z Tadeuszem Słobodziankiem, Towarzystwa Teatralnego Wierszalin, które wybrało sobie za siedzibę Supraśl. 
W latach 2000–2003 Tomaszuk był dyrektorem Teatru Banialuka w Bielsku-Białej. W tym też okresie współpracował z toruńskim Bajem Pomorskim, wystawiając tam bielski spektakl Cyrk Dekameron na podstawie Boccaccia. 
W 2005 był członkiem Honorowego Komitetu Poparcia Lecha Kaczyńskiego w wyborach prezydenckich.

## Odznaczenia i nagrody
Piotr Tomaszuk jest m.in. laureatem nagrody im. Konrada Swinarskiego przyznanej przez redakcję miesięcznika Teatr (1993), nagrody im. Leona Schillera (1995), nagrody Krytyków Polskiego Ośrodka Międzynarodowego Instytutu Teatralnego, a także dwukrotnym laureatem Fringe First w Edynburgu.
W czerwcu 2006 został odznaczony Srebrnym Medalem „Zasłużony Kulturze Gloria Artis”, a w 2023  odebrał Złoty Medal „Zasłużony Kulturze Gloria Artis”. Odznaczony Krzyżem Kawalerskim (2023) Orderu Odrodzenia Polski.